# Серхіо Матто
Серхіо Матто (ісп. Sergio Matto, 13 жовтня 1930 — 23 листопада 1990) — уругвайський баскетболіст.
Бронзовий призер Олімпійських Ігор 1952, 1956 років, учасник 1960 року.